# Black Power

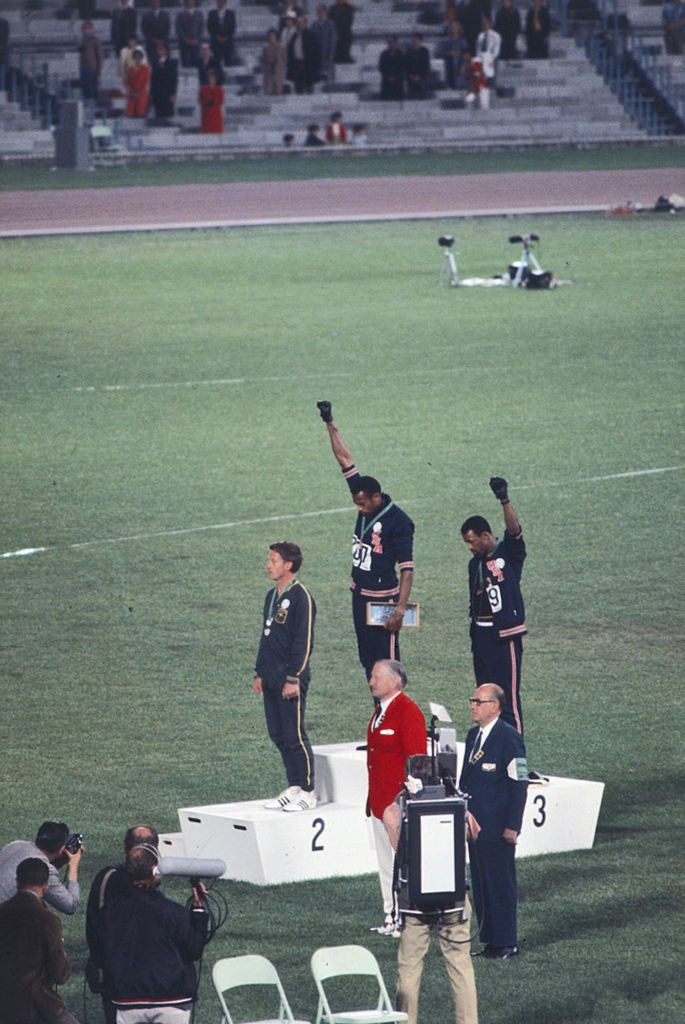
Black Power-groet bij de Olympische Zomerspelen 1968 in Mexico-Stad

Black Power is een politieke beweging onder zwarte Amerikanen die begon aan het eind van de jaren zestig en het begin van de jaren zeventig.
Black Power benadrukte de uiting van een nieuw raciaal bewustzijn onder de zwarten in de Verenigde Staten. In ruimere zin verwijst de term naar de bewuste keuze die zwarte Amerikanen maakten om hun collectieve belangen en waardes te promoten, om hun eigen welzijn te beschermen en om een zekere mate van autonomie te verkrijgen.
De eerste die de term 'black power' in de politieke context gebruikte in het openbaar is Robert F. Williams, een schrijver en publist uit de jaren 50 en 60. De term werd overgenomen door Mukasa Dada (beter bekend als Willie Ricks), de medebestuurder en woordvoerder van Student Nonviolent Coordinating Committee (SNCC), een studentenorganisatie tegen geweldpleging tegen de zwarten in de VS. Toen Mukasa Dada in een tijd van raciale integratie openlijk met de term bezigde kreeg hij steun van duizenden uit de zwarte middenklasse. Dit openlijk zelfbewustzijn werd door sommige zwarten als een strategische keuze gezien. De term werd later ook gebezigd in wat mildere context.
Wereldwijde bekendheid kreeg de Black Power-beweging bij de Olympische Zomerspelen 1968 in Mexico-Stad. De twee zwarte atleten Tommie Smith en John Carlos balden hun gehandschoende vuist bij de medaille-uitreiking en werden hierna door het Amerikaanse Olympisch Comité van de Olympische Zomerspelen teruggetrokken.
Internationaal heeft de beweging een andere uitloper. Internationaal omvat de term black power het Afrikaanse Internationalisme, pan-Afrikanisme en zwart nationalisme. Terwijl de beweging internationaal zijn eigen weg ging, noemden sommige activisten in de Verenigde Staten zichzelf 'New Africans'. Zij geloofden dat de Afro-Amerikanen moesten ijveren voor een eigen staat.